# Arte dei Calzolai
L'Arte dei Calzolai è stata una delle Arti Minori delle corporazioni di arti e mestieri di Firenze.

## Storia

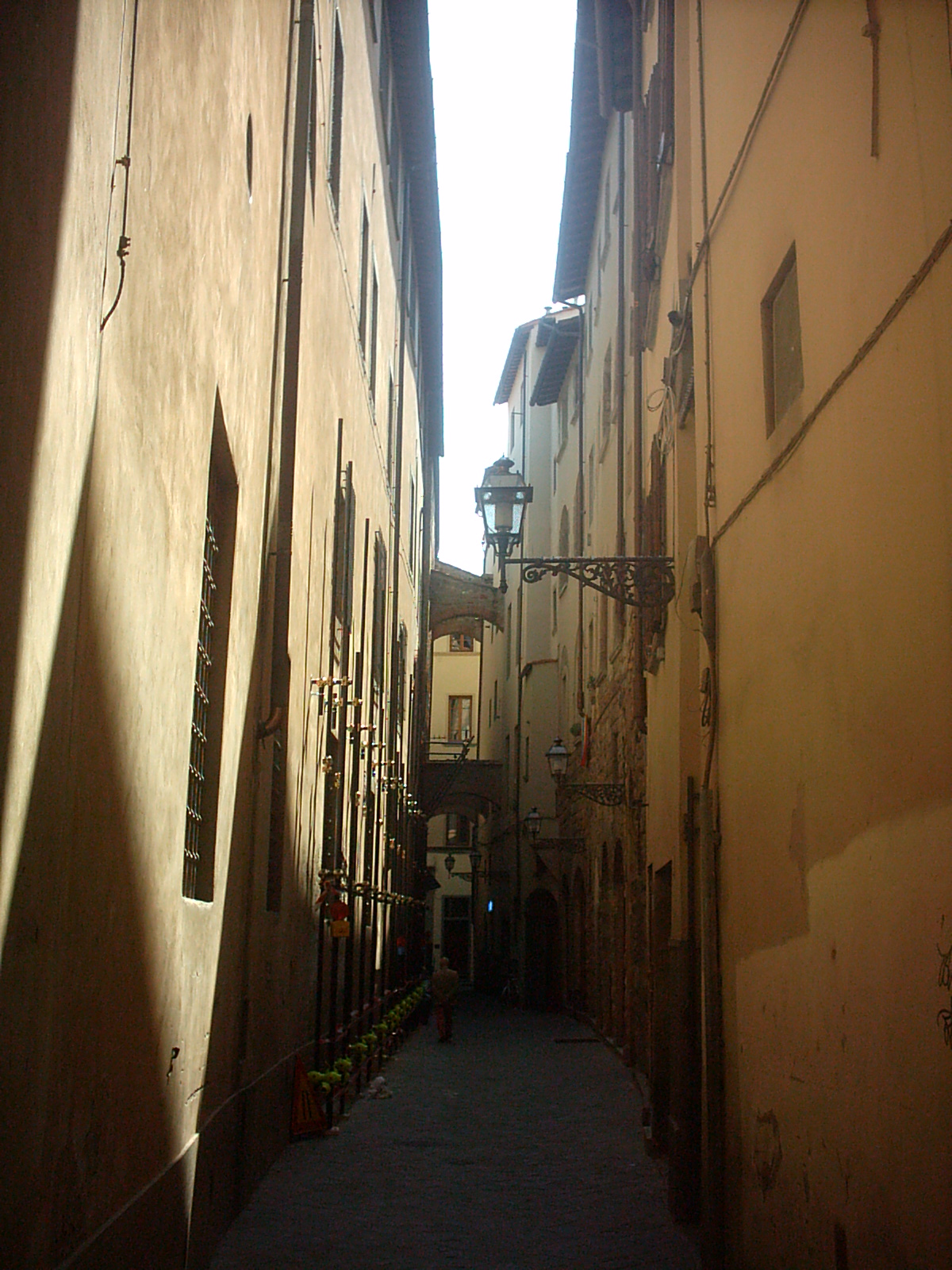
Chiasso dei Baroncelli

Questa corporazione si costituì nel 1273 e dal 1288 ottenne di esibire come proprio gonfalone la pezza fasciata di argento e nero, già usata come vessillo di alcuni gruppi di fanti nella battaglia di Montaperti del 1260; nel 1293, con l'entrata in vigore degli Ordinamenti di Giustizia, l'arte dei Calzolai venne temporaneamente ammessa tra le Arti Maggiori, sicuramente per il grande numero degli iscritti, che secondo alcune fonti arrivavano fino a 4500, comprendendo quelli che esercitavano la propria attività in città ed avevano in tanti una bottega in Oltrarno e quelli che vivevano nel contado.
La sede dell'Arte era in chiasso Baroncelli, dietro la loggia della Signoria e confinante con quella dei Maestri di Pietra e Legname.
Nel Cinquecento Cosimo I de' Medici ordinò di incorporare l'Arte dei Calzolai con quella dei Galigai e Correggiai, creando l'Università dei Maestri di Cuoiame; nel 1561 anche l'Arte Maggiore dei Vaiai e Pellicciai venne accorpata a questa "università", che cambiò il suo nome in Maestri Vaiai e Cuoiai e mantenne questa denominazione fino al 1770, quando il granduca Pietro Lepoldo di Lorena soppresse tutte le antiche corporazioni e istituì la Camera di Commercio.

## Organizzazione interna
Appartenevano a questa corporazione tutti coloro che esercitavano il mestiere di calzolaio, zoccolaio, cintaio, pianellaio e collettaio, in città o nel contado.
Le calzature medievali erano diverse da quelle odierne e solo a partire dal Duecento si ebbe una crescente diffusione di scarpe e stivali in pelle e cuoio, comunque destinati ai clienti più facoltosi.
Non ci sono pervenuti statuti anteriori al 1355 e peraltro quelli esistenti sono in cattivo stato di conservazione; tuttavia dalla loro analisi è possibile constatare quanto fossero severe le norme che regolamentavano l'attività degli iscritti, in difesa dei loro stessi interessi e del prestigio dell'Arte.
La corporazione era retta da sei consoli ed un cospicuo numero di consiglieri; dagli inizi del Cinquecento vennero esclusi dalle cariche coloro che erano in arretrato con il pagamento delle tasse, chi deteneva già un'altra carica importante, gli analfabeti, i non fiorentini di nascita, i figli illegittimi e chi non godeva dei diritti elettorali in base alle disposizioni del Comune. Simili restrizioni erano già presenti negli statuti medievali, ma col passare del tempo i criteri di eleggibilità divennero ancora più rigidi; fin dal Trecento comunque, essi prescrivevano di portare il massimo rispetto ai consoli e alla residenza della corporazione, per cui nessuno vi poteva accedere scalzo o senza cappuccio o in maniche di camicia o col grembiule addosso e col berretto in testa.
Durante le riunioni era inoltre richiesto un contegno decoroso, che imponeva il silenzio e l'astenersi da rumori molesti o dal pronunciare ingiurie.
Il periodo di apprendistato di un calzolaio era più breve rispetto a quello dei membri di altre corporazioni e durava 3 anni; il rapporto tra maestri e discepoli era regolato da un apposito contratto stipulato dal notaio dell'Arte e ogni nuova matricola poteva apriva una bottega in proprio, a patto che questa si trovasse a non meno di 1000 braccia (circa 600 metri) da quella del maestro.
L'ammissione all'Arte poteva avvenire anche per mezzo di un matrimonio, l'accettazione di un genero come membro della corporazione passava necessariamente per il voto favorevole di un'apposita commissione e se questo era già impiegato come garzone o apprendista nella bottega del suocero, veniva esentato dal pagamento della tassa d'iscrizione, così come avveniva per i figli dei maestri, purché nati a Firenze.
Oltre al suo funzionamento interno, gli statuti contenevano le disposizioni relative all'esercizio dell'attività, con particolare attenzione verso le materie prime impiegate durante la produzione:
- la corporazione stabiliva la qualità del cuoio da usare per i vari tipi di calzature ed era vietato vendere articoli confezionati con cuoio di qualità diversa da quella prevista o "mescolare" diverse qualità di cuoiame;
- i calzolai potevano usare solo il cuoio conciato per almeno 8 mesi e perfettamente asciutto;
- era vietato il baratto e lavorare in luoghi nascosti al pubblico;
- gli esercenti dovevano evitare di sporcare le vie cittadine con i liquami e gli scarti delle loro lavorazioni;
- le botteghe dei calzolai dovevano restare aperte la domenica mattina per consentire a chi era occupato durante la settimana  di andare a ordinare o acquistare le calzature, ma solo fino al suono delle campane che annunciavano la messa solenne.

### I calzolai e i pianellai
I calzolai fiorentini lavoravano per ore stando seduti davanti ai bischetti, i loro tipici tavolini in cui erano riposti tutti gli arnesi e indossando un grande grembiule di pelle lungo fino alle ginocchia.
Dalle loro botteghe uscivano scarpe da donna, simili ai nostri sandali, con la tomaia di pelle o seta e fili d'oro e d'argento intrecciati con delle perline, mentre per gli uomini si confezionavano stivali e gambali, anche per uso militare.
La maggior parte delle persone però usava dei semplici zoccoli di legno o ciabatte di cencio con la suola che si annodavano con dei legacci; le più comuni erano dette ciantelle o pianelle, simili a delle pantofole che venivano usate per stare in casa ed erano realizzate proprio dai pianellai.
Bisogna precisare che il lavoro dei calzolai era sostanzialmente diverso da quello dei calzaioli, che erano infatti iscritti all'Arte della Seta insieme ai pezzai e solai che fornivano le materie prime ai calzaioli, procurando loro le strisce e le suole in pelle e cuoio per le calzature; i pezzai ed i solai si distaccarono dall'Arte della Seta nel 1325 per costituire una propria associazione che però non ottenne mai il riconoscimento giuridico e politico.

### I cintai e i collettai
I cintai fabbricavano cinture di ogni tipo, usate per cingere la vita e i polsi, oppure da applicare alle scarpe.
I collettai invece confezionavano i colletti, ossia dei corpetti in pelle o in cuoio per uso militare da indossare sotto la corazza e spesso decorati con dei disegni. A volte questi corpetti venivano realizzati anche in pelle di daino, cervo o antilope, che essendo molto morbide venivano impiegate anche per la produzione di guanti.

## Patronati
La corporazione scelse san Filippo come proprio protettore e commissionò a Nanni di Banco una statua in marmo per il tabernacolo della chiesa di Orsanmichele, eseguita intorno al 1410-1412.
L'Arte dei Calzolai patronava anche il piccolo Spedale della Santissima Trinità dei Calzolai vicino a Santa Croce.